# Пружанский сельсовет
Пружанский сельсовет — административная единица на территории Пружанского района Брестской области Республики Беларусь. Административный центр — город Пружаны.

## История
24 сентября 1998 года установлены границы Пружанского сельсовета с учётом включения в состав населённого пункта Слобудка территории военного городка № 55 «Слобудка» (254 га).

## Состав
Пружанский сельсовет включает 19 населённых пунктов:
- Арабники — деревня.
- Белоусовщина — агрогородок.
- Большие Яковичи — деревня.
- Бузуны — деревня.
- Городняны — деревня.
- Жадены — деревня.
- Каштановка — деревня.
- Ляхи — деревня.
- Малые Яковичи — деревня.
- Огородники — деревня.
- Плебанцы — деревня.
- Полиново — хутор.
- Поросляны — деревня.
- Семенча-1 — деревня.
- Семенча-2 — деревня.
- Слобудка — деревня.
- Слонимцы — деревня.
- Солнечный — посёлок.
- Яцы — хутор.